# S/S Hohenhörn
S/S Hohenhörn var ett ångfartyg byggt 1924, som senare kom att tjänstgöra som tyska flottans transportfartyg. Fartyget byggdes av Ateliers & Chantiers de la Seine Maritime i Le Havre i Frankrike, och döptes till Vaccares. Under andra världskriget, den 6 november 1942, transporterade S/S Hohenhörn åtta judar och andra krigsfångar, som Finland överlämnat till Nazi-Tyskland, från Helsingfors till Reval. Fartyget förliste 1944, efter att ha seglat på en mina.

## Historik
Fartyget ägdes av Société de Navigation à Vapeur Daherille, vars hemmahamn var Marseille. Det köptes 1929 av Société de Gérance et d'Armement (SAGA), med hemmahamn i Dunkerque. Det såldes vidare i mars 1937 till Hanseatica Aschpurwis & Veltjens S.A. registrerad i Panama, och döptes om till Colon.
I mars 1939 medan fartyget trafikerade i Spanien fick det täcknamnet Maravi, för att senare döpas om till Hohenhörn av dess ägare Hanseatica Aschpurwis & Veltjens. Hamburg blev fartygets nya hemmahamn. Fartyget befann sig 20–22 augusti 1939 mellan Danzig och Riga.

## Andra världskriget
Den 6 september 1939 transporterade S/S Hohenhörn trupper till Norge. Fartyget var i Oslo den 16 april 1940, seglade därifrån den 20 april och återvände en vecka senare. Fartyget ingick den 5 maj i en konvoj från Aalborg till Oslo, tillsammans med Muansa, Westsee och Wiegand. Konvojen anlöpte Oslo nästa dag. S/S Hohenhörn lämnade Oslo den 7 maj.
Fartyget anslöt sig i augusti 1939 till Operation Seelöwes transportsektion A16. Det genomförde flera resor till norska kuststäder, tills det i oktober 1943 flyttades till Östersjön. Det avseglade den 11 oktober 1942 från Reval till Helsingfors, och återvände till Reval den 13 oktober. En motsvarande resa ägde rum 19–20 oktober 1942.
S/S Hohenhörn avseglade den 6 november 1942 från Helsingfors till Reval, och förde då med sig bland andra åtta judar, som överlämnats till Tyskland.. Dessa åtta personer kom via arbetsläger till koncentrationslägret i Auschwitz och endast en av dem överlevde. Ett minnesmärke över de utvisade judiska flyktingarna har senare rests på Observatorieberget i stadsdelen Ulrikasborg i Helsingfors i Finland. Monumentet, Hjälpsökande händer, har utformats av Niels Haukeland och Rafael Wardi, och invigdes den 5 mars 2000. 
Då S/S Hohenhörn den 21 oktober 1944 var på väg från Narvik till Emden, lastad med 4.000 ton svavelkis, seglade det på  en mina släppt av Storbritanniens flygvapen och förliste. Det sjönk vid Stora Pölsan utanför Göteborg, där det ligger på cirka 55 meters djup. Båten sjönk på 7-8 minuter, men besättningen hann räddas av en större tysk ångare, S/S Claus Rieckmers. Vraket är ett besöksmål för vrakdykare.

## Läs mer
Elina Sana: Kuolemanlaiva s/s Hohenhörn - Juutalaispakolaisten kohtalo Suomessa ("Dödsskeppet S/S Hohenhörn"- Judeflyktingars öde i Finland"), Wsoy, 2004